# Rivière Brown (rivière Gatineau)
Pour les articles homonymes, voir Rivière Brown (rivière Dépôt) et Brown.
La rivière Brown est un affluent de la rivière Gatineau, coulant au nord de la rivière des Outaouais, dans la plaine de Kazabazua, dans la municipalité de Kazabazua, dans la municipalité régionale de comté (MRC) de La Vallée-de-la-Gatineau, dans la région administrative de la Outaouais, au Québec, au Canada.
Ce ruisseau coule dans une vallée en zone forestière et agricole.
La surface de la rivière Brown est généralement gelée de la mi-décembre jusqu’à la fin mars. La foresterie et l’agriculture constituent les principales activités économiques de ce bassin versant.

## Géographie
La rivière Brown prend sa source à l’embouchure du lac Twin (longueur : 0,8 km ; altitude : 185 m), dans la municipalité de Kazabazua.
L’embouchure du lac Twin est située dans la zone de Kazabazua Station, à 3,5 km au nord-ouest du centre du village de Kazabazua, à 62,5 km au nord-ouest de la confluence de la rivière Gatineau et à 3,2 km au sud-est de la confluence de la rivière Brown.
À partir de l’embouchure du lac Twin (située au nord du lac), la rivière Brown coule sur 4,3 km. Elle coule entre la rivière Picanoc (côté nord) et la rivière Kazabazua (côté sud)
La rivière Brown se déverse sur la rive ouest de la rivière Gatineau ; à partir de ce point, cette dernière coule à son tour vers le sud-est pour aller se déverser dans la rivière Outaouais. Cette confluence est située au fond d’une baie que le courant traverse sur 0,6 km jusqu’au pont de la route 105 qui enjambe l’entrée de la baie. La confluence de la rivière Brown est située à 2,8 km au nord du centre du village de Kazabazua.

## Toponymie
Le toponyme rivière Brown a été officialisé le 22 février 1983 à la Commission de toponymie du Québec.